# Igła skalna

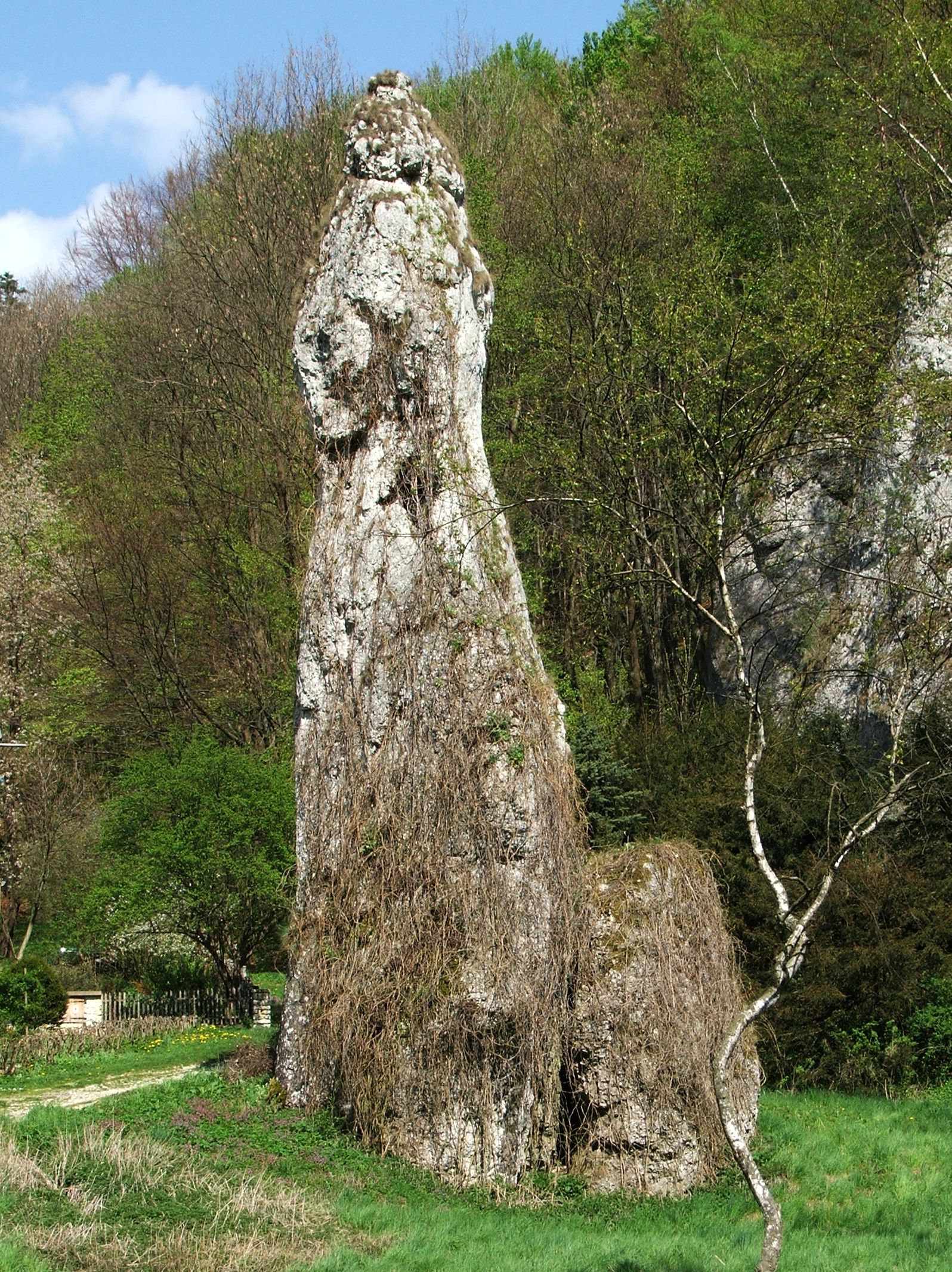
Igła Deotymy

Igła skalna, igła lub iglica – rodzaj skalicy (skałki). Jest to wypreparowana z podłoża skała, zrośnięta z nim tylko podstawą i charakteryzująca się ostro zakończonym szczytem i dużą wysokością w stosunku do średnicy.
W Tatrach jest wiele turni i skał o kształcie iglicy. Niektóre z nich mają nazwę własną Igła, np. Basztowa Igła, Durna Igła, Igła w Banówce. Igły skalne występują także na wyżynach i nizinach, np. Igła Deotymy w Ojcowskim Parku Narodowym.